# Paralimnophila winta
Paralimnophila winta là một loài ruồi trong họ Limoniidae. Chúng phân bố ở miền Australasia.